# 何德庆
何德庆（1916年—1993年7月7日），湖北省红安县上新集镇小河村人，中国人民解放军开国少将。

## 生平
1930年参加中国工农红军。1931年加入中国共产主义青年团，1932年转入中国共产党。历任红四军第十一师政治部宣传队队长，三十一团政治处组织股股长，第十二师政治部青年科科长。
抗日战争时期，任八路军一二九师三八五旅政治部宣传队队长，中国人民抗日军政大学队政治指导员，营政治教导员，大队政治委员，太行军区第二军分区三十团政治委员，太行南下六支队第七团政治委员。
1945年9月随部队改编为中原军区第一纵队三旅七团任政治委员。1948年任晋冀鲁豫野战军第三纵队七旅副政委，1949年1月任第二野战军第三兵团司令部军政处处长。
中华人民共和国成立后，任三兵团后勤部副政委、川东军区后勤部政委、云南军区后勤部部长。1952年参加抗美援朝，任中国人民志愿军后勤某分部部长。回国后，任昆明军区后勤部部长、中国人民解放军军政大学副政委兼校务部政委、中国人民解放军后勤学院副院长兼院务部部长。
1955年，授予中国人民解放军少将。